# Tenderboot

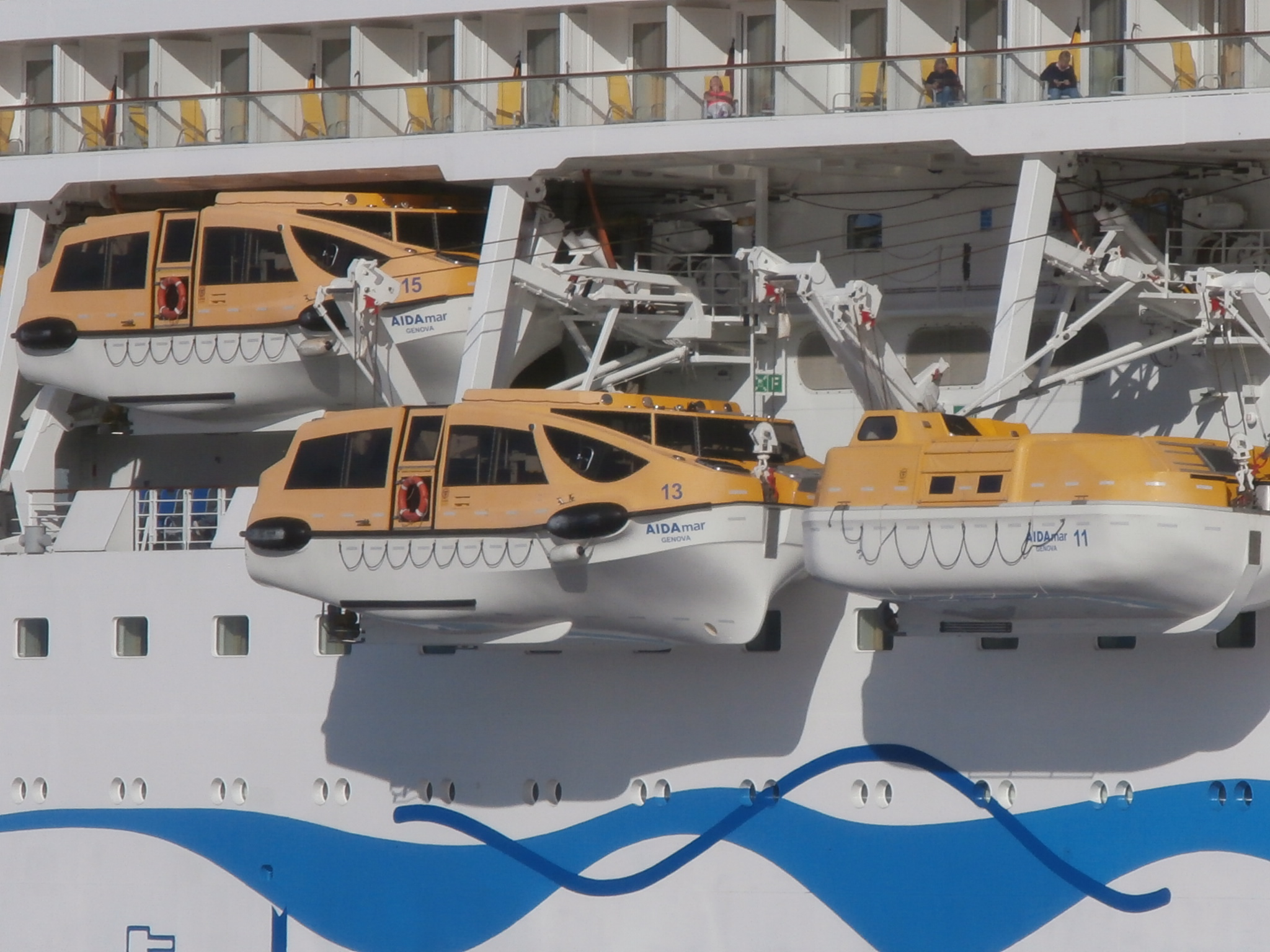
Zwei Tenderboote (13 und 15) und ein Rettungsboot (11) der AIDAmar

Ein Tenderboot ist ein Beiboot von Passagierschiffen, das heute vor allem bei Kreuzfahrtschiffen zum Einsatz kommt. Es wird hauptsächlich für den Transport von Passagieren zwischen dem Schiff auf Reede und dem Hafen eingesetzt. Ein Tenderboot ist aber auch immer ein vollwertig ausgerüstetes Rettungsboot.
Tenderboote werden in Davits über dem Promenadendeck mitgeführt und sind damit auch im Seenotfall leicht zu erreichen. Größere Tenderboote haben einen Katamaranrumpf und können über 100 Passagiere aufnehmen.
In der Sportschifffahrt werden die Beiboote mitunter auch als Tender(boot) bezeichnet. Dabei handelt es sich aber überwiegend um Schlauchboote für den Personen- und Materialtransport, sie sind jedoch nicht als Rettungsboot geeignet.